# LOOX
LOOX war eine deutschsprachige Publikumszeitschrift, die 2012 bis 2014 in gedruckter Form in Berlin erschien. Seit 2018 erscheint sie kostenlos als Online-Magazin. Die Zielgruppe besteht aus vornehmlich Lifestyle-orientierten Lesern. Ihr thematischer Schwerpunkt liegt auf sportlicher Bewegung und gesunder Ernährungsweise. In regelmäßigen Interviews kommen Prominente genauso zu Wort wie die eigenen Mitglieder der RSG Group, die von ihren persönlichen Trainingsgeschichten berichten. 

## Geschichte
LOOX erschien im Verlag der LOOX Sports GmbH, der 2011 von Rainer Schaller gegründet wurde. Die erste Ausgabe des Magazins erschien im April 2012 mit einer Druckauflage von 150.000 Exemplaren. Ab dem 4. Quartal 2012 wurde das Heft von der Informationsgemeinschaft zur Feststellung der Verbreitung von Werbeträgern (IVW) geprüft. Der Verlag war Mitglied im Verband Deutscher Zeitschriftenverleger (VDZ). Das Unternehmen beschäftigte 35 Mitarbeiter (Stand April 2013).
Am 15. April 2014 ist nach zwei Jahren die letzte Ausgabe erschienen. Seit Frühjahr 2018 erscheint LOOX wieder als Online-Magazin.